# Земкевич, Ромуальд Александрович
Ромуа́льд Алекса́ндрович Земке́вич (бел. Рамуальд Зямкевіч); (7 февраля 1881, Варшава— 1943/1944, концлагерь Освенцим); псевдонимы и криптонимы: Роман Земляника; Юрий Олелькович; Савка Барывой; Шершень; Р. Зем.; Ром. Зем.; Р-н Сун.; Р . С-ца.) — белорусский библиограф, публицист, историк белорусского литературы, переводчик, коллекционер книг и рукописей.

## Биография
Родители происходили из Слуцка. Учился в Киеве, получил профессию инженера-механика. В 1908 делал фольклорно-этнографические записи на Борисовщине. С 1909 печатался в «Нашей ниве» и других белорусских изданиях. Подготовил и издал первый специализированный указатель на белорусском языке — «Белорусская библиография» (1910). В 1913—1914 годах искал историко-литературные материалы на Могилевщине. В 1915—1917 годах жил в Минске, служил военным инженером. Собрал уникальную библиотеку по истории, языкознанию, литературе, фольклору, большую коллекцию старобелорусских рукописей. В своих работах привел новые сведения и опубликовал неизвестные рукописи белорусских писателей XIX — нач. XX в. Переводов с украинского и французского языков. Известный польские стихи Земкевича. Большую часть жизни провел в Варшаве, но выезжал для работы в архивах и библиотеках в Вильно, Петербург, Львов, Раперсвиль (Швейцария). Арестован гестапо в оккупированной Варшаве. Возможно, поддерживал связи с польским движением Сопротивления. Под псевдонимом Шершень печатался в газете «Новая дорога». Погиб в концлагере. Большинство его богатых собраний, а также часть собственных рукописей (в частности, рукопись книги «Краткий очерк истории белорусского музыканта») погибли.

## Труды

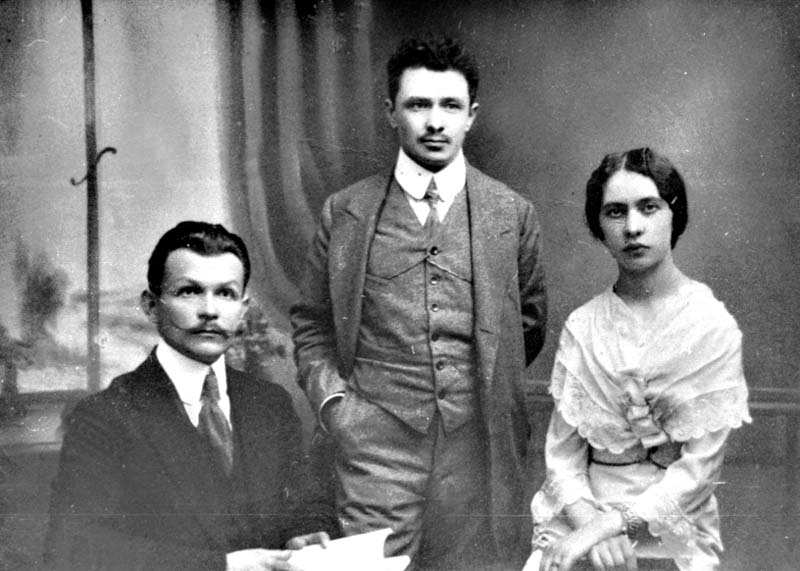
Зоська Верас, Гальяш Левчик, Ромуальд Земкевич

- Адам Ганоры Кіркор: (Біяграфічна-бібліяграфічны нарыс у 25-летнюю гадаўшчыну смерці). Вільня, 1911.
- Ян Баршчэўскі — першы беларускі пісьменнік ХІХ сталецця: (Успаміны ў 60-ю гадаўшчыну смерці). Вільня, 1911.
- Цукраварні на Беларусі. [Мінск], 1918.
- Аб беларускай народнай эстэтыцы: Спроба характарыстыкі. Вільня, [Б. г.].